# Holladay (Utah)
Holladay ist eine Stadt im Salt Lake County des US-Bundesstaates Utah. Die Stadt ist Teil des Großraums Salt Lake City. Das U.S. Census Bureau hat bei der Volkszählung 2020 eine Einwohnerzahl von 31.965 ermittelt. 

## Geografie
Am 29. Juli 1847 betrat eine Gruppe von mormonischen Pionieren (Mitglieder der Kirche Jesu Christi der Heiligen der Letzten Tage), bekannt als die Mississippi Company, unter John Holladay aus Alabama, das Salzseetal. Innerhalb weniger Wochen nach ihrer Ankunft entdeckten sie einen frei fließenden, quellgespeisten Bach, den sie Spring Creek nannten (in der Nähe der heutigen Kentucky Avenue). Während die meisten der Gruppe für den Winter in die Hauptsiedlung am Großen Salzsee zurückkehrten, bauten zwei oder drei Männer Einbäume entlang dieses Baches und überwinterten dort. So wurde dies das erste Dorf, das abseits von Great Salt Lake City selbst gegründet wurde. 
Holladay wurde 1999 nach als eigenständige Gemeinde gegründet und war davor ein Census-designated place. Sie trug zuerst den Namen Holladay-Cottonwood, welcher noch im selben Jahr auf Holladay verkürzt wurde.

## Demografie
Nach einer Schätzung von 2019 leben in Holladay 30.325 Menschen. Die Bevölkerung teilt sich auf in 86,9 % nicht-hispanische Weiße, 1,9 % Afroamerikaner, 0,3 % indianischer Abstammung, 2,1 % Asiaten, 0,3 % Ozeanier, 0,1 % Sonstige und 2,2 % mit zwei oder mehr Ethnizitäten. Hispanics machten 5,4 % der Bevölkerung aus. Das mittlere Haushaltseinkommen lag 2019 bei 94.955 US-Dollar und die Armutsquote bei 5,5 %.
| Jahr | Einwohner¹ |
| ---- | ---------- |
| 1980 | 22.189     |
| 1990 | 14.095     |
| 2000 | 14.561     |
| 2010 | 26.472     |
| 2020 | 31.965     |

¹ 1980 – 2020: Volkszählungsergebnisse